# Catherine Hicks
Pour les articles homonymes, voir Hicks.
Catherine Hicks est une actrice américaine née le 6 août 1951 à Scottsdale en Arizona.

## Biographie
Elle est mariée depuis 1990 à Kevin Yagher, spécialiste des maquillages.

## Filmographie

### Cinéma
- 1981 : La Vallée de la mort (Death Valley), de Dick Richards : Sally
- 1983 : Better Late That Never, de Bryan Forbes : Sable
- 1984 : À la recherche de Garbo (Garbo Talks), de Sidney Lumet : Jane Mortimer
- 1984 : Le Fil du rasoir (The Razor's Edge), de John Byrum : Isabel Bradley
- 1985 : La Fièvre du jeu (Fever pitch), de Richard Brooks : Flo
- 1986 : Peggy Sue s'est mariée (Peggy Sue Got Married), de Francis Ford Coppola : Carol Heath
- 1986 : Star Trek 4 : Retour sur Terre (Star Trek IV: The Voyage Home), de Leonard Nimoy : Gillian
- 1987 : Mon Père c'est moi (Like Father Like Son), de Rod Daniel : Dr Amy Larkin
- 1988 : Cognac (Tajna manastirske rakije), de Slobodan Sijan : Ella Frazier
- 1988 : Jeu d'enfant (Child's Play), de Tom Holland : Karen Barclay
- 1989 : Souvenir, de Geoffrey Reeve : Tina Boyer
- 1989 : Touche pas à ma fille (She's Out of Control), de Stan Dragoti : Janet Pearson
- 1991 : Traumatismes (Liebestraum), de Mike Figgis : Mary Parker
- 1995 : Animal Room, de Craig Singer : Mme Mosk
- 1995 : Dillinger et Capone, de Jon Purdy : Abigail
- 1997 : Turbulences à 30000 pieds (Turbulence), de Robert Butler : Maggie
- 1997 : Voisine de cœur (Eight Days a Week), de Michael Davis : Mme Lewis
- 2009 : The Truth About Layla, de Michael Criscione : Eleanor
- 2009 : My Name Is Jerry, de Morgan Mead : Dana Holderman
- 2010 : The Genesis Code, de Patrick Read Johnson et C. Thomas Howell :
- 2011 : Callers, de Gary Walkow : Gertrude

### Télévision
- 1976 à 1978 : Ryan's Hope, de Paul Avila Mayer et Claire Labine (série télévisée) : Dr Faith Coleridge
- 1978 : Family (série télévisée) : Petite amie de Willie (Saison 3, épisode 17 : And Baby Makes Three)
- 1978 : Sparrow, de John Berry (téléfilm) : Valerie
- 1979 : Love for Rent, de David Miller : Annie
- 1979 : The Bad News Bears (en), de Norman Abbott et William Asher (série télévisée) : Dr Emily Rappant (les 26 premiers épisodes)
- 1980 : To Race the Wind, de Walter Grauman : Beth
- 1980 : Marilyn, une vie inachevée (Marilyn: The Untold Story), de Jack Arnold et John Flynn : Marilyn Monroe
- 1981 : Jacqueline Susann's Valley of the Dolls, de Walter Grauman : Ann Welles
- 1982 : Tucker's Witch, de William Bast et Paul Huson (série télévisée) : Amanda Tucker (Saison 1, épisodes 1 à 12)
- 1983 : Happy Endings, de Noel Black : Lisa Sage
- 1987 : La Vérité cachée (Laguna Heat), de Simon Langton : Jane Algernon
- 1989 : Cache-cache mortel (Spy), de Philip Frank Messina (TV) : Angela Berk
- 1990 : Au-delà du temps (Running Against Time), de Bruce Seth Green (TV) : Laura Whittaker
- 1991 : Hi Honey - I'm Dead, d'Alan Myerson : Carol Stadler
- 1994 : Diagnostic : Meurtre (Diagnosis: Muder), de Joyce Burditt (série télévisée) : Laureen Ridgeway (Saison 1, épisode 14 : Guardian Angel)
- 1994 : Winnetka Road, de John Byrum (série télévisée) : Jeannie Barker
- 1995 : Redwood Curtain, de John Korty (TV) : Julia Riordan
- 1995 : L'Homme à la Rolls, de Chip Chalmers et James L. Conway (série télévisée) : Pamela Crawford (Saison 2, épisode 6 : Who Killed the Lifeguard?)
- 2000 : La Montre à remonter le temps (For All Time), de Steven Schachter (TV) : Kristen
- 1996 à 2007 : Sept à la maison (7th Heaven), de Brenda Hampton (série télévisée) : Annie Camden
- 2008 : Poison: Ivy: The Secret Society, de Jason Hreno (TV) : Dean Elisabeth Graves
- 2009 : Les Deux visages de ma fille (Stranger with My Face), de Jeff Renfroe (TV) : Shelley Stratton
- 2011 : Borderline Murder, d'Andrew C. Erin (en) (TV) : Jean
- 2011 : Game Time, de Douglas Barr (TV) : Anna Walker
- 2011 : Un mariage en cadeau (A Christmas Wedding Tail), de Michael Feifer (TV) : Ellen
- 2011 : Un amour ne meurt jamais (Your Love Never Fails), de Michael Feifer (TV) : le juge Cramer
- 2012 : L'Ombre de la peur (Shadow of Fear), de Michael Lohmann ( TV) : Annette Bramble
- 2012 : Une seconde chance pour Noël (A Christmas Wedding Date), de Fred Olen Ray (TV) : Shirley
- 2014 : Le chien qui a sauvé Pâques, de Sean Olson (TV) : Cressida
- 2016 : Les Fantômes du passé, de Jake Helgren (TV) : Hazel Bourroughs